# Taucha
Taucha é um município da Alemanha, situado no distrito da Saxônia do Norte, no estado da Saxônia. Tem 33,70 km² de área, e sua população em 2019 foi estimada em 15.745 habitantes.